# 미스터 빈의 홀리데이
《미스터 빈의 홀리데이》(Mr. Bean's Holiday)는 영국에서 제작된 스티브 벤디랙 감독의 2007년 코미디, 가족, 모험 영화이다. 로언 앳킨슨 등이 주연으로 출연하였고 피터 베넷-존스 등이 제작에 참여하였다.

## 출연

### 주연
- 로언 앳킨슨

### 조연
- 스티브 펨버튼
- 엠마 드 칸니스
- 윌렘 대포
- 맥스 밸드리

## 기타
- 원조: 로완 앳킨슨
- 원조: 로빈 드리스콜
- Line PD: 라파엘 베놀리엘
- 공동제작: 리자 차신
- 공동제작: 데브라 헤이워드
- 공동제작: 캐롤라인 휴윗
- 미술: 마이클 칼린
- 배역: 니나 골드